# Orthosia aoyamensis
Orthosia aoyamensis là một loài bướm đêm trong họ Noctuidae.